# 1710-talet

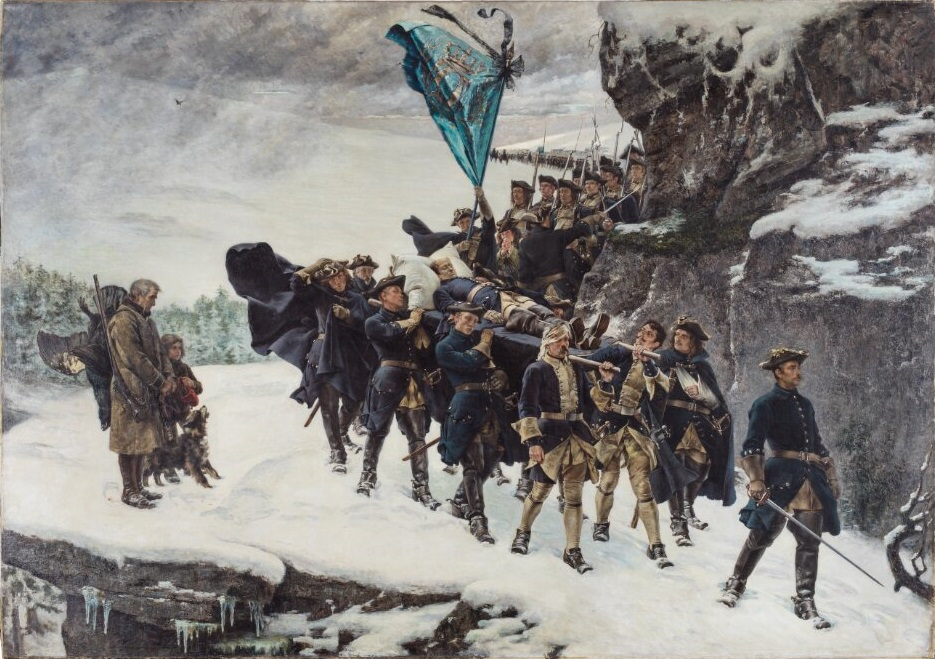
Med Karl XII:s död lämnade Sverige stormaktstiden och gick in i frihetstiden.

## Händelser
- I Sveriges historia är 1710-talet det andra årtiondet av Stora nordiska kriget och det sista av stormaktstiden. Karl XII:s krigslycka vände 1709 i slaget vid Poltava.

## Födda
- 1712 - Jean-Jacques Rousseau, schweizisk-fransk författare och politisk filosof.
- 1713 - Denis Diderot (död 1784), utgivare av den franska Encyklopedin.

## Avlidna
- 1718 - Karl XII, Sveriges konung, skjuts ihjäl i Norge. Den följande perioden kallas frihetstiden i Sverige.